# Mirela Kumbaro
Mirela Kumbaro, née le 4 mars 1966 à Tirana (Albanie), est une universitaire, traductrice et femme politique albanaise, ministre du Tourisme et de l'Environnement depuis 2021.

## Biographie
Mirela Kumbaro termine ses études de français à l'université de Tirana en 1988. Elle suit des cours en 1991 à l'université pour étrangers de Pérouse (Italie) et est diplômée en 1994 en traduction et communication interculturelle de l'École supérieure d'interprètes et de traducteurs (ESIT) (université Sorbonne-Nouvelle-Paris-III) et commence à enseigner au département de français de l'université de Tirana. Elle soutient en 2009 sa thèse pour un doctorat de traductologie, et reçoit un poste de professeur associé en 2012. Elle travaille parallèlement comme membre de programmes de recherche universitaire et comme traductrice et experte pour des projets interculturels menés par des organisations internationales telles que l'Union européenne et l'Organisation internationale de la Francophonie.
Elle est ministre de la Culture au sein du gouvernement Rama de 2013 à 2018. À ce titre elle signe le 30 mai 2016 avec son homologue française Audrey Azoulay une déclaration d’intention visant à développer la coopération culturelle entre la France et l’Albanie.  Elle est ensuite membre de l'Assemblée d'Albanie où elle est élue députée en 2017 et réélue en 2021 et 2025 dans la circonscription de  Gjirokastra sous l'étiquette du parti socialiste (PSSh).
Elle revient au gouvernement en 2021 comme ministre du Tourisme et de l'Environnement au sein du  gouvernement Rama III.
Elle est mariée au journaliste Aleksandër Furxhi (d) et mère de deux enfants, Sara et Tom.

### Traductions littéraires
Mirela Kumbaro s'est intéressée à différents aspect de la traduction. Elle-même a traduit en albanais différents ouvrages écrits en français, notamment de Milan Kundera (La Plaisanterie, L'Ignorance, La Lenteur) ou de Marguerite Duras (Moderato cantabile) ou le roman graphique Persepolis de Marjane Satrapi, et traduit en français des œuvres écrites en albanais, comme L’Histoire de ceux qui ne sont plus, de Kasëm Trebeshina (en) ou une partie de Pages réservées : un Albanais à Paris de Besnik Mustafaj.